# O siebie
O siebie – drugi album studyjny rosyjskiej piosenkarki Poliny Gagariny wydany 11 marca 2010 roku nakładem wytwórni АРС Records.

## Single
Pierwszym singlem z płyty został utwór „Lubow´ pod sołncem”, który ukazał się w 25 lipca 2007 roku. 
Pod koniec kwietnia 2008 roku premierę miał kolejny singiel zapowiadający album, którym został numer „Gdie-to żywiot lubow´”. 18 listopada ukazał się trzeci singiel – „Komu, zaczem?”. 
Czwartym, i ostatnim, singlem z płyty został utwór „Propadi wsio”, który ukazał się 28 października 2009 roku.

## Lista utworów
Sporządzono na podstawie materiału źródłowego.
| Nr  | Tytuł utworu                      | Słowa                                             | Muzyka            | Długość |
| --- | --------------------------------- | ------------------------------------------------- | ----------------- | ------- |
| 1.  | „Lubow´ pod sołncem”              | Аrtiom Ułanow                                     | Nikołaj Rostow    | 3:32    |
| 2.  | „Оj!”                             | Polina Gagarina                                   | Polina Gagarina   | 3:26    |
| 3.  | „Мiełoczi żyzni”                  | Irina Dubcowa                                     | Polina Gagarina   | 2:52    |
| 4.  | „Winowata ja”                     | Polina Gagarina, Irina Dubcowa, Pawieł Winogradow | Polina Gagarina   | 4:06    |
| 5.  | „Gdie-to żywiot lubow´”           | Polina Gagarina                                   | Polina Gagarina   | 4:12    |
| 6.  | „Poluszka”                        | Pawieł Winogradow                                 | Polina Gagarina   | 3:16    |
| 7.  | „Biez obid”                       | Polina Gagarina, Irina Dubcowa                    | Polina Gagarina   | 3:05    |
| 8.  | „Taju”                            | Jewgienij Kuricyn                                 | Jewgienij Kuricyn | 3:18    |
| 9.  | „Komu, zaczem?” (z Iriną Dubcową) | Irina Dubcowa                                     |                   | 3:18    |
| 10. | „Propadi wsie propadom”           | Polina Gagarina                                   | Polina Gagarina   | 4:04    |
| 11. | „Gdie-to żywiot lubow´” (remix)   | Polina Gagarina                                   | Polina Gagarina   | 3:40    |
|     |                                   |                                                   |                   | 38:49   |